# NGC 66
NGC 66 es una galaxia espiral barrada localizada en la constelación de Cetus. Fue descubierta por Frank Muller en 1886.